# Castro-Indol-Synthese
Die Castro-Indol-Synthese ist eine Namensreaktion in der Organischen Chemie. Die Reaktion wurde erstmals von dem Chemiker Charles E. Castro im Jahre 1966 beschrieben und stellt eine Synthese-Methode zur Herstellung von substituierten Indolen dar.

## Übersichtsreaktion
Es handelt sich bei der Reaktion um die Synthese von Indolderivaten 2 durch kupferhalogenid-katalysierte intramolekulare Cyclisierung von o-Ethinylanilin 1 in Anwesenheit von Dimethylformamid (DMF).

## Mechanismus
Der Reaktionsmechanismus wird in der Literatur beschrieben. Das o-Ethinylanilin 1 bildet mit dem Kupferiodid einen Katalysator-Substrat-Komplex 3. Durch eine reduktive Eliminierung wird der Katalysator wieder freigesetzt und das Kupplungsprodukt 4 gebildet.
Diese Reaktion eignet sich besonders für die Herstellung von 2-substituierten Indolen und kann als Alternative zur Fischer-Indol-Synthese eingesetzt werden.